# Electrica Transilvania Sud
Electrica Transilvania Sud este o filială a Electrica S.A. a cărei obiect de activitate este distribuția și furnizarea de curent electric.
Electrica Transilvania Sud furnizează curent electric în 6 județe: Alba, Brașov, Covasna, Harghita, Mureș și Sibiu și deservește 1 milion de clienți. În anul 2006 compania a vândut 5,2 TWh.
În anul 2007 societatea a fost divizată în "Electrica Furnizare Transilivania Sud" și "Electrica Distribuție Transilivania Sud".
Număr de angajați în anul 2006: 2.163
Cifra de afaceri:
- 2006: 342 milioane Euro[2].

Profitul net:
- 2006: 9,8 milioane Euro[2]